# Rubén Adorno
Pour les articles homonymes, voir Adorno.
Rubén Adorno, né le 3 août 1941, à Corozal, à Porto Rico, est un joueur portoricain de basket-ball.

## Palmarès
- Finaliste des Jeux panaméricains de 1971